# Stork Hendry
Pour les articles homonymes, voir Hendry.
Hunter Scott Thomas Laurie Hendry, dit Stork Hendry, est un joueur de cricket international australien né le 24 mai 1895 à Double Bay, et décédé le 16 décembre 1988 à Rose Bay. Il fait ses débuts en Test cricket avec l'équipe d'Australie en 1921 et compte onze sélections dans cette forme de jeu au cours d'une carrière internationale achevée en 1929.

## Biographie
Hunter Hendry naît le 24 mai 1895 à Double Bay, une banlieue de Sydney, en Nouvelle-Galles du Sud. Il débute en first-class cricket en décembre 1918 avec l'équipe de Nouvelle-Galles du Sud contre Victoria. Sa grande taille et ses longues jambes lui valent d'être surnommé « Stork » (la cigogne) par son coéquipier Monty Noble.
Il participe à la tournée de l'équipe d'Australie en Angleterre en 1921, et y dispute les cinq test-matchs des Ashes. Il déménage à Melbourne et commence à jouer pour l'équipe de Victoria à partir de la saison 1924-1925. En décembre 1925, il réussit son meilleur score en first-class cricket, 325 runs avec Victoria contre l'équipe de Nouvelle-Zélande en tournée en Australie.
Atteint de scarlatine lors de la tournée en Angleterre en 1926, il manque tous les matchs des Ashes. Il réussit son seul century international, 112 runs, en 1928-1929 lors du deuxième match des Ashes. Deux mauvaises performances par la suite lui valent d'être écarté pour le cinquième et dernier match de la série, et il ne disputera plus de rencontres à ce niveau. Il joue pour la dernière fois avec Victoria lors de la saison 1932-1933, avant de participer à une tournée en Inde avec une équipe d'Australiens emmenée par Jack Ryder, ses derniers matchs en first-class cricket.
Avant son décès, le 16 décembre 1988 à Rose Bay en Nouvelle-Galles du Sud, il est le plus vieux joueur de Test cricket et du Sheffield Shield encore en vie.

## Bilan sportif

### Principales équipes
|                        | Test              |
| ---------------------- | ----------------- |
| Australie              | 1921 - 1929       |
|                        | First-class       |
| Nouvelle-Galles du Sud | 1918-19 - 1923-24 |
| Victoria               | 1924-25 - 1932-33 |